# Falarica
La falarica, detta anche phalarica, era un'antica arma ad asta iberica che a volte veniva utilizzata come arma incendiaria.

## Descrizione
La falarica era un giavellotto con un lungo ferro di circa 90 centimetri (pari a tre piedi) di lunghezza detto "verga", completato con un breve manico in legno. La verga di ferro aveva una punta molto stretta e una sezione quadrata nella parte inferiore della barra che serviva per aumentare il peso dell'arma e quindi migliorarne ulteriormente la capacità di penetrazione. La punta era fatta in modo da poter contenere uno stoppaccio intriso di sostanze infiammabili come la pece.
Il giavellotto incendiario che colpiva l'armatura o lo scudo del nemico spargendo fiamme aveva un enorme effetto psicologico (oltre al fatto di poter trapassare un corpo di un uomo) sui soldati nemici e contribuiva a diffondere paura tra le truppe avversarie. La falarica è stata usata anche come dispositivo incendiario durante gli assedi, non solo quando veniva gettato contro palizzate in legno al fine di provocare incendi e caos, ma anche perché la pece caduta sugli scudi ed indumenti dei soldati nemici costringeva l'assalitore a gettare le armi per non rimanere bruciato anch'esso.

## Etimologia
Il termine deriva dal greco antico phalos, phalaros (splendido, bianco) e dall'etrusco fala che ebbe il significato di torre (la cui cima è illuminata dal sole e che serviva a dare segnali a mezzo di fuochi.

## Origini
Anche se in alcuni testi la falarica è indicata come un equipaggiamento romano, essa sembra provenire dalla penisola iberica e vi sono riferimenti al suo uso quando gli Iberi lottarono contro i Cartaginesi in vicinanze di Saguntum.
Così la descrive Vegezio nella sua opera di tecnica militare scritta verso il 370 d.C: